# Pogled (gmina Moravče)
Pogled – wieś w Słowenii, w gminie Moravče. W 2018 roku liczyła 54 mieszkańców.